# Parcoblatta caudelli
Parcoblatta caudelli es una especie de cucaracha del género Parcoblatta, familia Ectobiidae, orden Blattodea.

## Distribución
Se distribuye por América del Norte: en los Estados Unidos (Virginia, Carolina del Norte y Sur, Indiana, Arkansas, Misisipi y Texas).

## Taxonomía
Fue descrita por Hebard en 1917 y publicada en Hebard. 1917. The Blattidae of North America north of the Mexican boundary. Mem. Amer. Ent. Soc. 2:1-284 10pls.